# Slackware
Slackware е ГНУ/Линукс дистрибуция, създадена от Патрик Волкердинг. Slackware се различава от останалите популярни дистрибуции като Red Hat Linux, Debian, Gentoo, SuSE или Mandriva и се опитва да бъде по-близък до Unix. Прието е да включва само стабилни версии на приложенията и при нея липсват специфични за дистрибуцията конфигурационни инструменти. За Slackware се казва че, „Когато знаеш Slackware, знаеш Линукс... когато знаеш Red Hat, знаеш само Red Hat“.

## Версии
Първата версия (1.00) е пусната от Патрик Волкердинг на 16 юли 1993. Базирана е на SLS Linux. По-късно започват
редовно да излизат нови версии (2.0, 3.x, 4.x, 7.x, 8.x, 9.x, 10.x, 11.x, 12.x, 13.x, 14.x).
Последната стабилна версия е 14.2, която включва поддръжка на ALSA, GCC 5.3.0, Линукс ядро 4.4.14, KDE 4.14.21, Xfce 4.12.1 и всички обичайни инструменти.
В процеса на изготвяне на нова версия на дистрибуцията, разработчиците използват отделен клон за добавяне на нови пакети. Този клон се нарича „-current“. След като се създаде нова версия се създава нов клон, който съдържа вече стабилната версия, а работата по следващата продължава отново в „-current“.

## Философията на Slackware
Според Патрик Волкердинг целта на Slackware е да бъде най-подобната на UNIX дистрибуция. Простота и стабилността са двете най-важни неща за Slackware.
KISS – Keep it simple Stupid или прави нещата просто, глупако! е основната концепция в Slackware, на която почиват всички решения взимани за дистрибуцията. Под просто се има предвид просто и ясно като дизайн на системата, не като просто за крайния потребител. Крайният резултат от прилагането на тази философия е че Slackware е много бърз, стабилен и сигурен като за сметка на това жертва част от леснотата на работа на крайния потребител.
Следвайки KISS принципа в Slackware няма графични програми за настройка, графични инсталатори и други подобни инструменти. Разчита се, че човек, който се занимава със Slackware, знае какво прави и тези неща повече ще пречат, отколкото ще помагат. Критиците на Slackware твърдят, че тази философия прави нещата трудни за научаване и че се губи много време. Адвокатите на Slack твърдят, че прозрачността и простотата на системата правят нейното научаване процес, който е лесен. Освен това човек, който се справя със Slackware обикновено след това няма проблем да се работи с каквато и да е друга ГНУ/Линукс дистрибуция.

## Характерни особености

### Стартиращите скриптове на Slackware
За разлика от повечето други дистрибуции, използващи SysV, Slackware ползва модифициран вариант на BSD стартиращи скриптове. От версия 7.0 нататък Slackware също поддържа SysV стартиращи скриптове. Това е направено с цел по-голяма съвместимост със софтуера, който се инсталира. Предимството на BSD системата за стартиране е в простия ѝ начин на работа.

### Пакетна система
Пактената система на Slackware е съвсем проста за работа и поддръжка. Липсват възможности за dependency checking, но според някои потребители това е една от добрите ѝ страни. Пакетите представляват компресирани архиви, съдържащи съответното приложение и допълнителни скриптове използвани за инсталирането му. От версия 13.0 алгоритъмът използван за компресиране на пакетите е променен от gzip на lzma. Файловото разширение, с което се обозначават пакетите също претърпява промяна от .tgz na .txz. Инструментите за манипулиране на пакетите работят и с двата вида компресиращи алгоритми.

### Стабилност и бързина
В дистрибуцията влизат само стабилни версии на програмите. Избягва се ползването на алфа и бета версии, както и на кръпки към програмите, освен тези, които се препоръчват от самите разработчици на софтуера. При компилацията на програмите не се използват всички възможни оптимизации на компилатора пак с цел стабилност. Интересното е, че въпреки това, Slackware е една от най-бързите дистрибуции.

### Сигурност
Версиите на Slackware сравнително бързо отразяват поправките в сигурността. На официалния уебсайт на Slackware може да бъде открита препратка за архив на мейлинг листа, съдържаща информация за всички обновявания на приложения, поради проблеми свързани със сигурността. Използват се стандартните версии, които идват от разработчиците, като по-този начин не се добавят нови грешки към програмите. Това, заедно с принципа за простота, води до сравнително малко поправки.

## Производни дистрибуции
Slackware се използва и за база за създаване на други дистрибуции. Някои от тях са:
- Живи дистрибуции на Slackware
  - VS_Live – Българска!
  - Slax Архив на оригинала от 2005-07-24 в Wayback Machine.
  - Stux
- Други дистрибуции базирани на Slackware
  - Vector Linux Архив на оригинала от 2006-07-05 в Wayback Machine.
  - College Linux Архив на оригинала от 2005-02-06 в Wayback Machine.
  - Zenwalk Linux
  - Bluewhite64
  - Kali Архив на оригинала от 2007-02-25 в Wayback Machine.
  - Linvo Архив на оригинала от 2014-01-04 в Wayback Machine.
  - DeliLinux
  - GoblinX Архив на оригинала от 2007-01-14 в Wayback Machine.
  - Wolvix Архив на оригинала от 2005-11-09 в Wayback Machine.

## Полезен софтуер за Slackware
- Swaret – лесно обновяване на Slackware
- Slapt-get – идеята му е подобна на apt-get
- Slackpkg – лесно търсене на пакети и конкретни файлове в пакетите (Вече е част от официалните пакети на slackware 12.2)
- Slackcheck – автоматично обновяване на много машини наведнъж